# Lågskär
Lågskär este o arie protejată (arie specială de conservare — SAC, sit de importanță comunitară — SCI, arie de protecție specială avifaunistică — SPA) din Finlanda întinsă pe o suprafață de 1.055,08 ha, integral pe uscat.

## Localizare
Centrul sitului Lågskär este situat la coordonatele 59°50′23″N 19°55′42″E / 59.839722°N 19.928333°E.

## Înființare
Situl Lågskär a fost declarat sit de importanță comunitară în august 1998 pentru a proteja 4 specii de animale. Alte tipuri de protecție:
- arie de protecție specială avifaunistică (în august 1998)[2]
- arie specială de conservare (în decembrie 2015)[1][3][4]

## Biodiversitate
Situată în ecoregiunea boreală, aria protejată conține 4 habitate naturale: Lagune de coastă, Vegetație anuală la limita mareei, Vegetație perenă pe țărmurile stâncoase, Insulițe și insule mici din Baltica boreală.
La baza desemnării sitului se află mai multe specii protejate:
- păsări (3): Polysticta stelleri, chiră de baltă (Sterna hirundo), Sterna paradisaea
- mamifere (1): Halichoerus grypus

Pe lângă speciile protejate, pe teritoriul sitului au mai fost identificate 1 specie de plante, 3 specii de păsări.